# بخش لوخسکی
بخش لوخسکی (به لاتین: Lukhsky District) یک منطقهٔ مسکونی در روسیه است که در استان ایوانوف واقع شده‌است.